# Église Saint-Olaf de Jomala
L'église Saint-Olaf (en finnois : Jomalan kirkko ou  Pyhän Olavin kirkko), est un édifice religieux luthérien sis à Jomala, dans l'archipel d'Åland en Finlande. Construite probablement entre 1260 à 1280, l'église est la plus ancienne église chrétienne de Finlande et elle a été agrandie au XIXe siècle.

### Source de la traduction
- (en) Cet article est partiellement ou en totalité issu de l’article de Wikipédia en anglais intitulé « St. Olaf's Church, Jomala » (voir la liste des auteurs).